# Match des étoiles de la Ligue majeure de baseball 2018
 (décembre 2018).
Le match des étoiles de la Ligue majeure de baseball 2018 (2018 Major League Baseball All-Star Game) est la 89e édition de cette opposition entre les meilleurs joueurs de la Ligue américaine et de la Ligue nationale, les deux composantes des Ligues majeures de baseball (MLB). 
Le match est joué le mardi 17 juillet 2018 au Nationals Park de Washington aux États-Unis, tel qu'annoncé par le baseball majeur le 6 avril 2015.
C'est la première fois que les hôtes seront les Nationals de Washington, qui jouent leur matchs locaux au Nationals Park depuis l'inauguration de ce stade de baseball en 2008, mais la 5e fois que le match d'étoiles du baseball majeur est disputé à Washington, et la première fois en 50 ans. Le Griffith Stadium avait en effet accueilli les parties d'étoiles de 1937 et 1956 à l'époque de la première franchise des Senators de Washington. La seconde franchise hébergée par la capitale américaine, aussi nommée Senators de Washington, avait présenté les matchs d'étoiles de 1962 et 1969 au RFK Stadium (précédemment nommé D.C. Stadium).
Après les match des étoiles 2015 à Cincinnati, de 2016 à San Diego et de 2017 à Miami, c'est la première fois que la classique de mi-saison est disputée dans le stade d'un club de la Ligue nationale quatre étés de suite. Les étoiles de la Ligue américaine forment l'équipe hôte pour le match à Washington et ont par conséquent le dernier tour au bâton.